# 贞白里坊
贞白里坊为位于中国安徽省黄山市歙县郑村镇郑村的一处功名坊兼里门坊.

## 历史
贞白里坊始建于元末，旌表里人郑千龄一家三代乡贤（郑千龄曾由士民私谥“贞白先生”），明弘治十二年（1500）重立，嘉靖六年（1528）和清乾隆二十年（1756）重修，历次重修石质不一，有题字之坊额皆为红砂岩，可能为始建原件。

## 建筑
牌坊形制为一间二柱三楼式，宽5.7米，高8米，石柱内侧留有门框卯口以安装木栅门，一楼额枋镌元代余阙篆书“贞白里”三字，边款署“奉政大夫佥淛东海右道肃政廉访司事余阙书”，二楼额枋镌元代程文所书“贞白里门铭”，现状梁上深浮雕及部分文字剥蚀严重。

## 保护
1981年9月，贞白里坊公布为第一批安徽省文物保护单位，编号1-50。